# Castell de Montanissell
El castell de Montanissell és un monument del municipi de Coll de Nargó (Alt Urgell) declarat bé cultural d'interès nacional. Resten alguns vestigis escassos al lloc dit "la Rectoria". Són vestigis d'una fortalesa antiga, possiblement medieval, en la que resta part d'una torre. L'església de la fortalesa encara està dempeus i és gòtica, però sembla que s'hagi construït sobre una església anterior, ja sigui romànica o preromànica.
Castell termenat. Documentat el 1030. El 5 d'agost de 1030 el comte Ermengol II d'Urgell, dit el Pelegrí, va vendre a Arnau Mir de Tost ipsum kastrum de Montangone cum suos terminos. El topònim “Montagnono” o “Montangone” correspon a l'actual Montanissell. Arnau Mir donà, en esponsalici, aquest castell a la seva muller Arsendis. Villa Montanoncell: el 1069. Per herència, el castell de "Montanione" passà al comte Ramon de Pallars i muller (Valença) i fill Arnau, el 1078. Al segle xiii, Montanissell i Sallent, del mateix terme, foren adquirits pel vescomte de Castellbò. La batllia de Sallent i Montanissell quedà integrada en el "corter" d'Organyà, d'aqueix vescomtat.